# 欣特韦勒
欣特韦勒是德国莱茵兰-普法尔茨州的一个市镇。总面积5.32平方公里，总人口229人，其中男性106人，女性123人（2011年12月31日），人口密度43人/平方公里。